# Église Saint-Clair de Cauzac
L'église Saint-Clair est une église catholique située à Cauzac, en France.

## Localisation
L'église est située dans le département français de Lot-et-Garonne, sur le territoire de la commune de Cauzac, au bout d'un chemin menant à un hameau posé sur un éperon dominant le ruisseau de Fontanet.

## Historique
L'église a été construite au XIIe siècle.
Au XVIIe siècle, un presbytère a été ajouté contre le mur nord, ainsi qu'un porche à l'entrée ouest de l'église.
L'édifice est inscrit au titre des monuments historiques le 30 juin 2000.